# Stráň (Sadov)
Stráň (deutsch Elm, früher auch Ellm) ist ein Ortsteil der Gemeinde Sadov in Tschechien. Er liegt acht Kilometer nordöstlich von Karlovy Vary und gehört zum Okres Karlovy Vary.

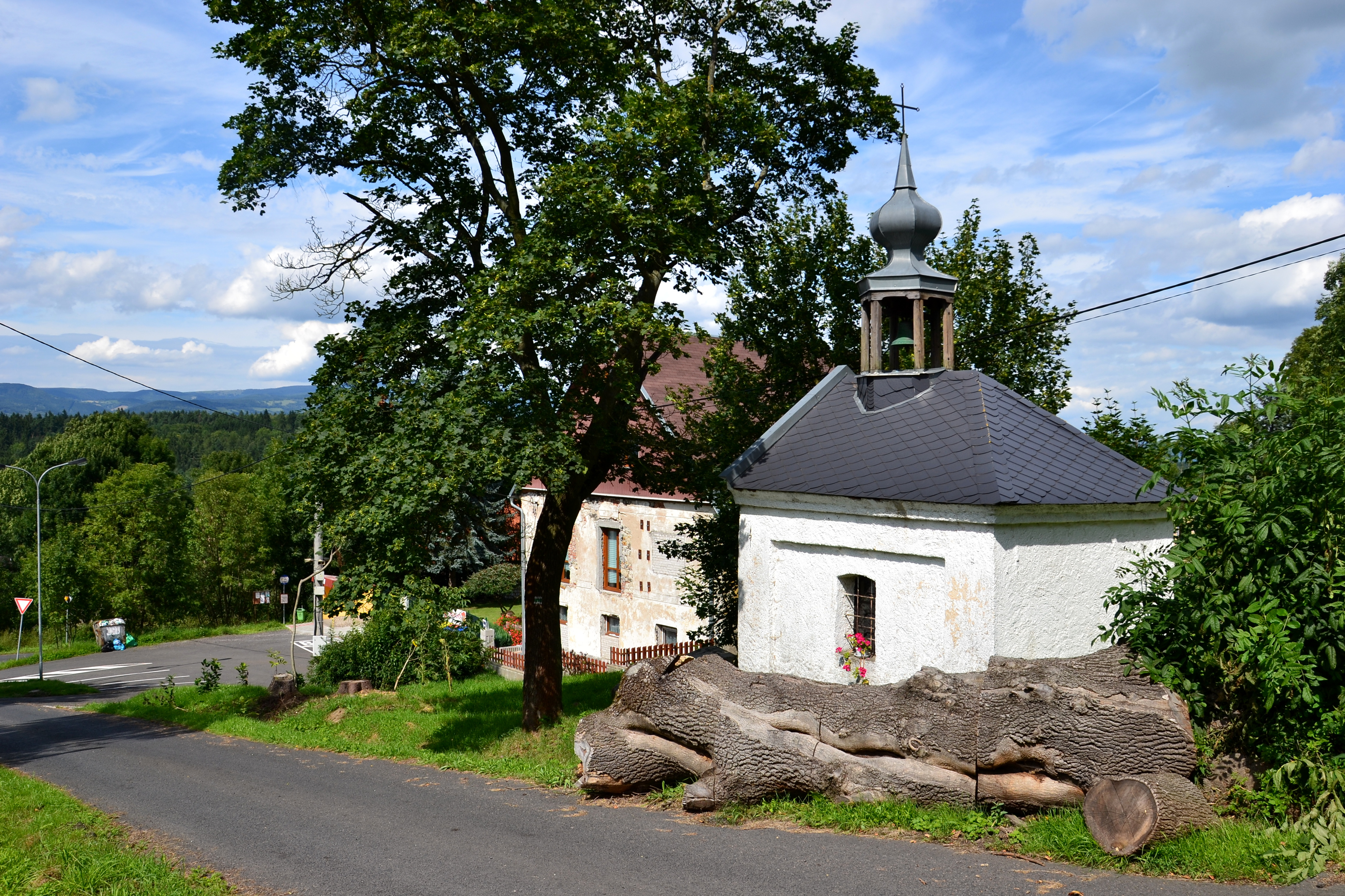
Kapelle

## Geographie
Stráň befindet sich linksseitig des Egergrabens in der Karlovarská vrchovina (Karlsbader Bergland). Das Dorf liegt am Nordwesthang des Studenný vrch (Kalteberg; 569 m n.m.) über dem Tal des Nejdovský potok. Im Nordwesten erhebt sich die Nástraha (Koderichsberg, 481 m n.m.).
Nachbarorte sind Ostrov und Liticov im Norden, Mořičov im Nordosten, Radošov im Osten, Kyselka und Nová Kyselka im Südosten, Pulovice im Süden, Všeborovice und Vysoká im Südwesten, Bor und Nová Víska im Westen sowie Ovčárna und Nejda im Nordwesten.

## Geschichte
Elm entstand an der Kreuzung zweier Handelswege, die vom Duppauer Gebirge bei Egerbrücken bzw. Rodisfort über die Eger und nach Schlackenwerth bzw. über das Erzgebirge führten. Wahrscheinlich entstanden die ersten Höfe am Übergang vom 16. zum 17. Jahrhundert unter den Grafen Schlick. Die erste schriftliche Erwähnung des Dorfes stammt aus dem Jahre 1785.
Nach der Aufhebung der Patrimonialherrschaften bildete Elm ab 1850 mit den Ortsteilen Pullwitz, Rittersgrün, Bernloh und Egerbrück eine politische Gemeinde im Gerichtsbezirk Karlsbad. Ab 1868 gehörte Elm zum Bezirk Karlsbad. Rittersgrün, Egerbrück und die Bärenhäusel (Bernloh) sowie Pullwitz lösten sich zum Ende des 19. Jahrhunderts los und bildeten eigene Gemeinden. 1930 hatte die Gemeinde Elm 176 Einwohner. Infolge des Münchner Abkommens wurde Elm 1938 dem Deutschen Reich angeschlossen. 1939 lebten in Elm 174 Menschen. Bis 1945 war Elm Teil des deutschen Landkreises Karlsbad und kam nach dem Ende des Zweiten Weltkrieges zur Tschechoslowakei zurück. Von 1946 bis 1960 gehörte die Gemeinde, die 1948 in Stráň umbenannt wurde, zum Okres Karlovy Vary-okolí. 1961 erfolgte die Eingemeindung nach Bor, gleichzeitig kam das Dorf zum Okres Karlovy Vary. Am 1. Jänner 1976 wurde Stráň gemeinsam mit Bor nach Sadov eingemeindet. 1991 hatte der Ort 45 Einwohner. Im Jahre 2001 bestand das Dorf aus 13 Wohnhäusern, in denen erneut 45 Menschen lebten.

## Sehenswürdigkeiten
- Kapelle